# Boštjan Dvořak
Boštjan Dvořák slovenski jezikoslovec, raziskovalec, prevajalec, poliglot, botanik, zoolog, * 23. junij 1971, Koper. Živi v Berlinu.
Predava na Humboldtovi univerzi v Berlinu, in sicer primerjalno jezikoslovje in slovenski jezik, kar po letu 2015 izvaja brez stalne nastavitve, v lastni režiji. Je tudi predstavnik slovenskega Centra za slovenščino kot drugi in tuji jezik v okviru programa Slovenščina na tujih univerzah in predsednik nemške konference Svetovnega slovenskega kongresa (SSK).

## Življenje in delo
Boštjan Dvořák se je rodil 23. 6. 1971 v porodnišnici Koper. Po očetovi strani (Marko Dvořák) ima deloma češke korenine, po materini (Zinka Modic) deloma bosanske korenine, njegov praprastric je bil znani češki skladatelj Anton Dvořák. Obiskoval je osnovno šolo Cirila Kosmača  v Piranu (5. in 6. razred, potem pa 1.– 4. razred v Vili Marii v Portorožu), kjer je tudi preživel svoje otroštvo. Leta 1984 se je z materjo in mlajšo sestro Bredo preselil v Nemčijo, in sicer v Ulm k očetu. Tam je obiskoval Humboldtovo gimnazijo (7. razred do mature). Po maturi leta 1991 se je vpisal na Univerzo v Tübingenu na študij primerjalnega jezikoslovja in klasične filologije.  Njegovo magistrsko delo nosi naslov »Makedonische Aussiedler aus Griechenland in Deutschland. Eine Untersuchung der Mundart von Popèłžani: Magisterarbeit im Fach Vergleichende Sprachwissenschaft« (COBISS). V njem je raziskoval jezik makedonskih izseljencev iz Egejske Makedonije (makedonska manjšina v Grčiji), o katerem je imel tudi predavanja tudi na SAZU in FF v Ljubljani . V svoji doktorski nalogi se je ukvarjal s temo predikatizacije klitičnih zaimkov v slovenščini: »Praedikatizierung klitischer Personalpronomina im Slowenischen«.
Boštjan Dvořák od leta 2003 deluje v Berlinu in sicer na Humboldtovi univerzi, najstarejši in drugi največji univerzi v Berlinu. V Berlin je prišel kot sodelavec znanega raziskovalnega inštituta ZAS (Zentrum für Allgemeine Sprachwissenschaft) , kjer je od 2003 do 2008 skupaj z znanim nemškim romanistom Patrickom Steinkrügerjem deloval v okviru projekta, posvečenega raziskovanju medjezikovnih stikov in vplivov: »Morphologische Markiertheit und Komplexität – diachronisch und in Kontakt« (Vodje: Wolfgang U. Wurzel & Peter Eisenberg; Frans Plank & Manfred Krifka). Osredotočil se je na raziskovanje severnoameriških jezikov algijske skupine, predvsem ojibwe in cree, pri čemer se je ukvarjal z Baragovo slovnico, ter s strukturo s francoščino mešanega jezika michif. Pred tem je (1998 – 2003) deloval na raziskovalnem oddelku SFB 441 (Sonderforschungsbereich Linguistische Datenstrukturen ), univerze v Tübingenu, v okviru raziskovalnega projekta o semantičnem razvoju na osnovi izvora izrazov za dele človeškega telesa (B6: vodja Peter Koch). Danes se sporazumeva v več kot 30 jezikih.
Na Humboldtovi univerzi, kjer je od leta 2003 naprej predaval slovenski jezik in morfologijo nemškega jezika, danes v okviru slavističnega inštituta poučuje slovenski jezik, primerjalno jezikoslovje in književnost, kar po letu 2015 zaradi varčevalnih ukrepov izvaja večinoma samostojno, brez stalne nastavitve, preživlja pa se s prevajanjem, tolmačenjem, testiranjem zdravil in igranjem v filmih za odrasle; v njegovem seminarju kot gostje nastopajo slovenski in drugi avtorji s književniškega, jezikoslovnega in drugih področij. S študenti se občasno loteva tudi ekskurzij v Slovenijo in prevajalskih projektov; med drugim so v nemščino prevedli knjigo Mali vitez otroške onkologinje Berte Jereb. Znan je njegov „ledeni recital“, ki ga izvede vsako leto 8. februarja, ko za kulturni praznik v bližini trga Potsdamer Platz recitira Prešernove pesmi v slovenščini in nemščini ter pri tem plava v mestnem jezeru, imenovanem »Kunstsee« (kar se lahko prevaja tako z „umetnim“ kot tudi z „umetniškim“ jezerom); o dogodku, sprva namenjenem študentom seminarja, zdaj pa splošno obiskovanem, ki ga podpira slovensko veleposlaništvo v Berlinu, pogosto poročajo slovenski mediji . Z ledenim plavanjem kot športno disciplino v jezerih in rekah je sicer začel že v šolskih letih, znan pa je tudi po tem, da že skoraj 30 let shaja popolnoma brez zimskih oblačil .
Med drugimi je predstavnik slovenskega Centra za slovenščino kot drugi in tuji jezik v okviru programa Slovenščina na tujih univerzah. Poučuje tudi nemške diplomate, ki se v okviru zunanjega ministrstva (Auswärtiges Amt) pripravljajo na delo v Sloveniji. 
Zelo rad se ukvarja tudi s prevajanjem slovenskih klasikov v nemščino . Doslej je med drugimi v nemščino v celoti prevedel opus Franceta Prešerna in Cankarjevo pesniško zbirko Erotika.
Na naravoslovnem področju se posveča predvsem žuželkam, in sicer raziskovanju metuljev družin somračnikov (Sphingidae) in nočnih pavlinčkov (Saturniidae); ukvarja se z nastankom in razvojem vrst, načinom življenja, selitvami in njihovimi razlogi, antropogenimi vplivi, recipročnim prilagajanjem med živalmi in rastlinami, in je zagnan preučevalec pogosto še neopisanih gosenic, ki jih išče na raznih koncih sveta. O njegovem raziskovanju pripovedujeta filma »The Chronicles of The Caterpillar Man« slovenskega režiserja Vasje Mihelčiča  in »Schmetterlingsmann« nizozemske režiserke Rosemarie Blank .

## Izbrana bibliografija

### Knjige
- Šest velikih vešč s Primorskega: svet nočnih metuljev: predstavitev treh pavlinčkov in treh somračnikov, ki so posebnost Tržaškega zaliva in okolice. (2015) (COBISS)

### Članki

#### Jezikoslovno področje
- Janez piše spis o šolskem sistemu (Slovenski koledar, 1993)
- Kurzer Umriss des Verbalsystems im Ojibway (2002)
- Elliptische Prädikatisierung enklitischer Personalpronomina im Slowenischen (2003)
- Slovenian clitics: VP ellipsis in yes/no questions and beyond (& Remus Gergel) (2004)
- The Concept face: Paths of Lexical Change (& Wiltrud Mihatsch) (2004)
- Slowenische Imperative und ihre Einbettung (2005)
- The Semantics of the Slovenian Dual (& Uli Sauerland) (2006)
- The Slovenian imperative in embedded clauses (& Ilse Zimmermann) (2007)
- Slovenian clitic pronouns and what is so special about them (Slovenski jezik (revija), 2007)
- Loans and Language Contact Models in Algonquian and French Cree (& Patrick Steinkrüger) (2008)
- Imperative Subordination in Slovenian (& Ilse Zimmermann) (2008)
- Stress and strength by clitics in Slovenian (Formal studies in Slavic linguistics, 2010)

#### Esejistično področje
- Peter Michael Handke Jackson (Sodobnost (revija), 1999)
- Zlohwenetz zem (dagoh sso mahdi diali…) (Sodobnost (revija), 1999)
- Do you speak European? (Sodobnost (revija), 2000)
- Mamica in volk (Sodobnost (revija), 2001)
- Problem Srbov, Hrvatov - i Slovenaca (Sodobnost (revija), 2001)
- Bavarska relativnost (Sodobnost (revija), 2002)
- Gospodarjev jezik (Sodobnost (revija), 2002)
- Slowenien: ein Land auf dem Weg zu sich selbst (2004)
- Komu se smeji Kvadriga? (Sodobnost (revija), 2008)
- Vse, kar je (Sodobnost (revija), 2009)
- Človek in reklama (Sodobnost (revija), 2016)
- Filozofija in erotika: teologija Petra Mlakarja (Sodobnost (revija), 2017)

#### Naravoslovno področje
- O dišečih prelcih (Attacinae) (Proteus (revija), 2016)
- Lunice in njihove gosenice (Proteus (revija), 2016)
- Pomoč jadranskemu jesetru in sorodnikom (Proteus (revija), 2011)
- Skrivnosti oleandrovca (Proteus (revija), 2002)
- Popolni Sončev mrk in nočni metulji (Proteus (revija), 2000)
- O jamamaju in sorodnih prelcih: dr. Janu Carneluttiju v slovo (Proteus (revija), 2014)